# Otto Staudinger
Pour les articles homonymes, voir Staudinger.
Otto Staudinger est un entomologiste allemand, né le 2 mai 1830 à Groß Wüstenfelde et mort le 13 octobre 1900 à Lucerne. Il est l’un des plus grands spécialistes mondiaux des lépidoptères et sa collection est estimée contenir entre deux et trois millions de spécimens.

## Biographie

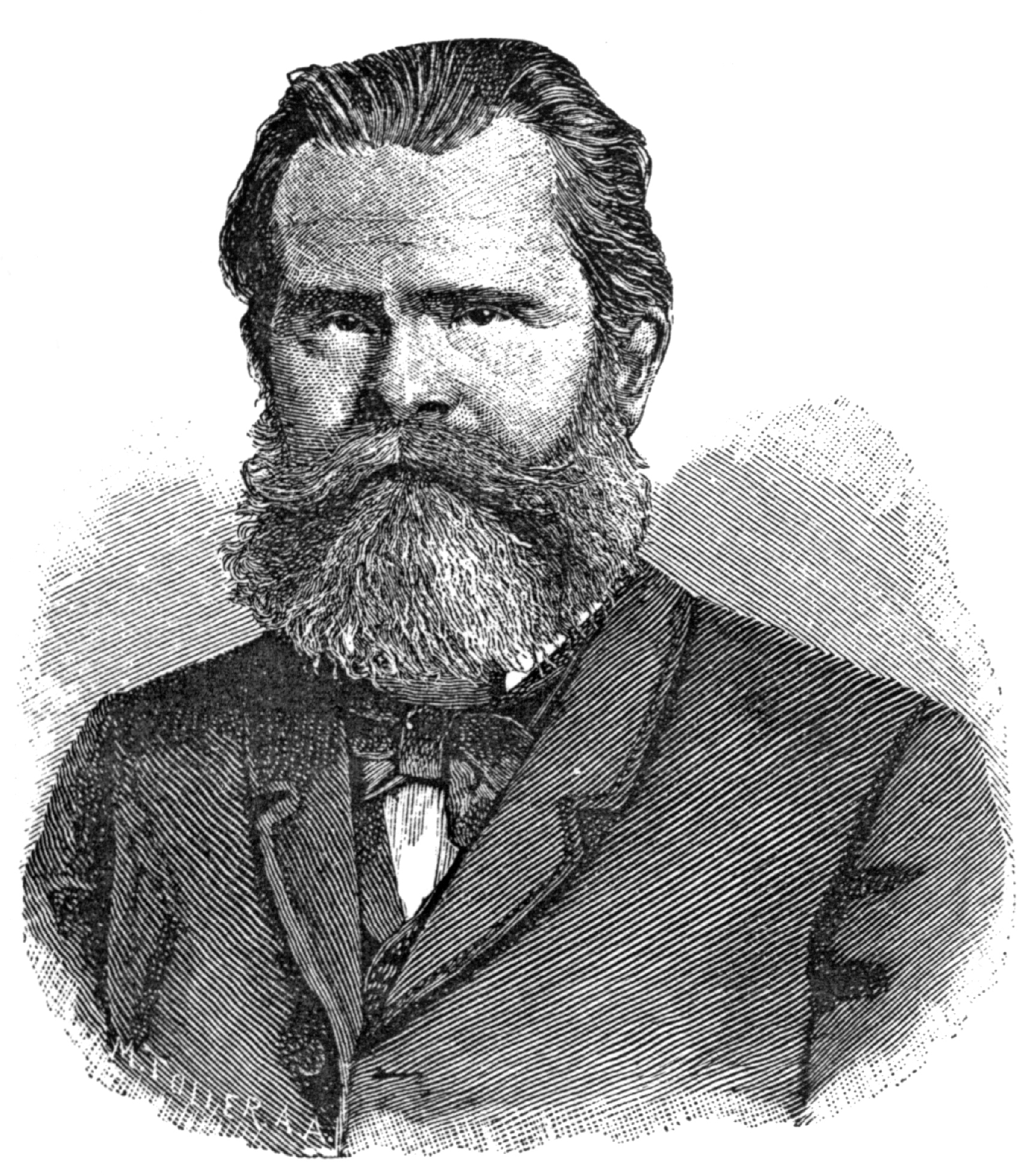
Otto Staudinger

Il entre à l’université de Berlin pour y étudier la médecine mais il préfère s’orienter vers l’étude de l’histoire naturelle. Il vient à Paris en 1853 pour y étudier le français, l’italien et l’anglais. En 1854, il obtient son doctorat avec une thèse intitulée De Sesiis Agri Berolinensis.
Il est spécialiste des papillons paléarctiques et exotiques et est notamment l’auteur du Katalog der Lepidopteren des europäischen Faunengebietes (1871), Exotische Schmetterlinge (avec Ernst Schatz (1844-1887), deux volumes, 1888-1892), Katalog der Lepidopteren des paleärktischen Faunengebietes (1901).

## Espèces décrites
- Pedaliodes hewitsoni
- Limenitis reducta, le sylvain azuré (papillon présent en France métropolitaine, en Suisse et dans le Sud de l'Europe)
- Le sphynx Sphingulus mus